# Reburrus bancrofti
Reburrus bancrofti là một loài ruồi trong họ Asilidae. Reburrus bancrofti được Hardy miêu tả năm 1935. Loài này phân bố ở miền Australasia.